# 玉环漩门湾观光农业园
玉环漩门湾观光农业园，位于中华人民共和国浙江省玉环市西北清港镇西郊，可远观乐清湾跨海大桥，与玉环漩门湾湿地公园为邻。

## 特点
漩门湾观光农业园由管理服务中心区、农耕文化游览区、休闲康体游憩区、生态农业种养殖区、世界名柚园区、渔乡风情区和生态果园观光区等功能区组成。2003年10月1日，正式开放。之后被授予“全国农业科普示范基地”、“全国农业旅游示范点”。2012年被公布为国家AAAA级旅游景区。

## 图库

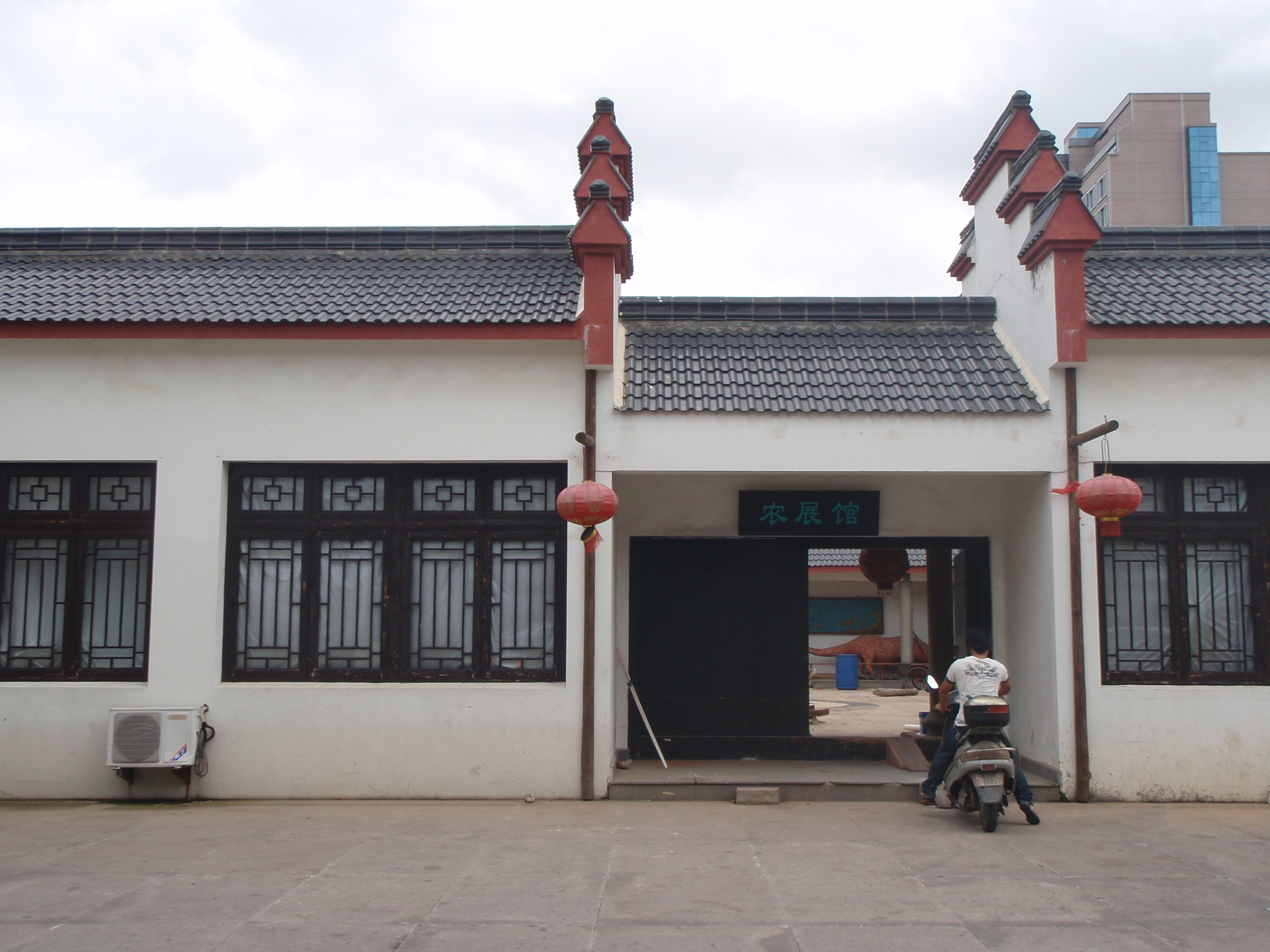
玉环观光农业园的农展馆
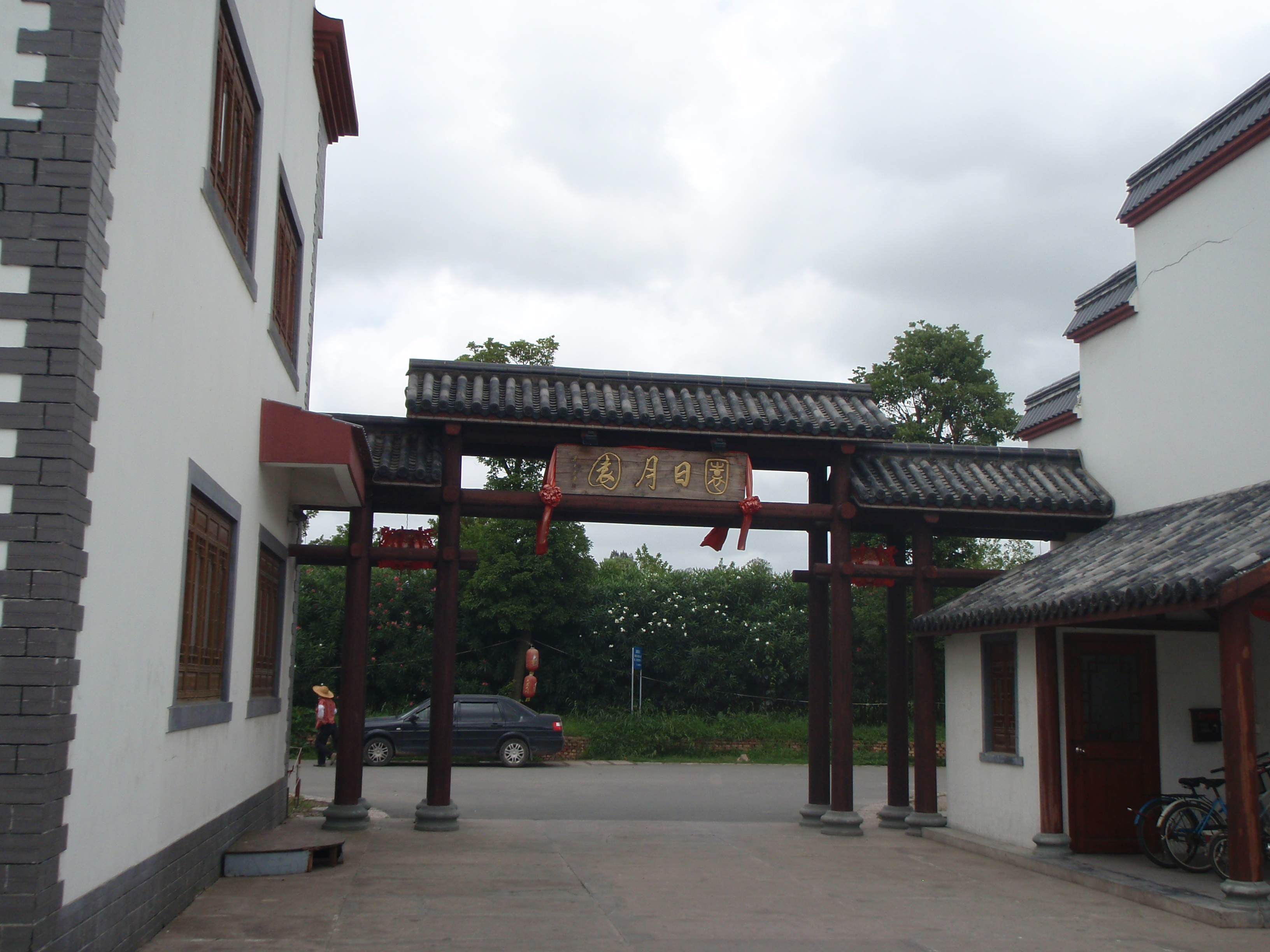
玉环观光农业园内的日月园酒店大门